# Challenger de Vicenza 2022
El torneo Internazionali di Tennis Città di Vicenza 2022 fue un torneo de tenis perteneció al ATP Challenger Tour 2022 en la categoría Challenger 80. Se trató de la 7ª edición; el torneo tuvo lugar en la ciudad de Vicenza (Italia), desde el 23 hasta el 29 de mayo de 2022 sobre pista de tierra batida al aire libre.

## Jugadores participantes del cuadro de individuales
| Favorito | País                  | Jugador               | Rank1 | Posición en el torneo |
| -------- | --------------------- | --------------------- | ----- | --------------------- |
| 1        | Bandera de Italia     | Gianluca Mager        | 119   | Cuartos de final      |
| 2        | Bandera de Argentina  | Juan Manuel Cerúndolo | 132   | Cuartos de final      |
| 3        | Bandera de Italia     | Andreas Seppi         | 137   | Primera ronda         |
| 4        | Bandera de Italia     | Flavio Cobolli        | 153   | Segunda ronda         |
| 5        | Bandera de Argentina  | Renzo Olivo           | 176   | Segunda ronda         |
| 6        | Bandera de Kazajistán | Dmitry Popko          | 180   | Primera ronda         |
| 7        | Bandera de Italia     | Lorenzo Giustino      | 205   | Primera ronda         |
| 8        | Bandera de Italia     | Salvatore Caruso      | 207   | Primera ronda         |

- 1 Se ha tomado en cuenta el ranking del 16 de mayo de 2022.

### Otros participantes
Los siguientes jugadores recibieron una invitación (wild card), por lo tanto ingresan directamente al cuadro principal (WC):
- Salvatore Caruso
- Matteo Gigante
- Francesco Passaro

Los siguientes jugadores ingresan al cuadro principal tras disputar el cuadro clasificatorio (Q):
- Nicolás Barrientos
- Francisco Comesaña
- Kenny de Schepper
- Giovanni Fonio
- Ernests Gulbis
- Oleg Prihodko

## Campeones

### Individual Masculino
- Andrea Pellegrino derrotó en la final a  Andrea Collarini, 6–1, 6–4

### Dobles Masculino
- Francisco Comesaña /  Luciano Darderi derrotaron en la final a  Matteo Gigante /  Francesco Passaro, 6–3, 7–6(4)